# Crystal Kelly Turnier 1999
Die Crystal Kelly Trophy 1999 war die 6. Auflage dieses Einladungsturniers, das seit 1994 jährlich bis 2011 in der Disziplin Dreiband der Billardvariante Karambolage ausgetragen wurde. Sie fand vom 1. bis zum 6. Juni 1999 in Monte-Carlo statt.

## Spielmodus
Das Turnier wurde im Round-Robin-Modus mit acht Teilnehmern ausgetragen.

## Turnierkommentar
Sieger wurde der Niederländer Dick Jaspers.

## Ergebnisse
| Name              | PP | Pkte | Aufn | GD    | HS |
| ----------------- | -- | ---- | ---- | ----- | -- |
| Semih Saygıner    | 2  | 50   | 38   | 1,315 | 7  |
| Ludo Dielis       | 0  | 48   | 38   | 1,263 | 8  |
| Dick Jaspers      | 2  | 50   | 24   | 2,083 | 7  |
| Frédéric Caudron  | 0  | 38   | 24   | 1,583 | 10 |
| Torbjörn Blomdahl | 2  | 50   | 34   | 1,470 | 9  |
| Frans van Kuijk   | 0  | 33   | 34   | 0,970 | 5  |
| Marco Zanetti     | 2  | 50   | 21   | 2,380 | 9  |
| Raymond Ceulemans | 0  | 35   | 21   | 1,666 | 6  |

| Name              | PP | Pkte | Aufn | GD    | HS |
| ----------------- | -- | ---- | ---- | ----- | -- |
| Dick Jaspers      | 2  | 50   | 28   | 1,785 | 8  |
| Marco Zanetti     | 0  | 45   | 28   | 1,607 | 10 |
| Torbjörn Blomdahl | 2  | 50   | 28   | 1,785 | 8  |
| Ludo Dielis       | 0  | 37   | 28   | 1,321 | 7  |
| Frédéric Caudron  | 2  | 50   | 27   | 1,851 | 7  |
| Semih Saygıner    | 0  | 48   | 27   | 1,777 | 7  |
| Raymond Ceulemans | 2  | 50   | 25   | 2,000 | 7  |
| Frans van Kuijk   | 0  | 34   | 25   | 1,360 | 5  |

| Name              | PP | Pkte | Aufn | GD    | HS |
| ----------------- | -- | ---- | ---- | ----- | -- |
| Semih Saygıner    | 2  | 50   | 38   | 1,315 | 7  |
| Ludo Dielis       | 0  | 48   | 38   | 1,263 | 8  |
| Dick Jaspers      | 2  | 50   | 24   | 2,083 | 7  |
| Frédéric Caudron  | 0  | 38   | 24   | 1,583 | 10 |
| Torbjörn Blomdahl | 2  | 50   | 34   | 1,470 | 9  |
| Frans van Kuijk   | 0  | 33   | 34   | 0,970 | 5  |
| Marco Zanetti     | 2  | 50   | 21   | 2,380 | 9  |
| Raymond Ceulemans | 0  | 35   | 21   | 1,666 | 6  |

| Name              | PP | Pkte | Aufn | GD    | HS |
| ----------------- | -- | ---- | ---- | ----- | -- |
| Semih Saygıner    | 2  | 50   | 32   | 1,562 | 6  |
| Marco Zanetti     | 0  | 40   | 32   | 1,250 | 5  |
| Dick Jaspers      | 2  | 50   | 27   | 1,851 | 12 |
| Frans van Kuijk   | 0  | 36   | 27   | 1,333 | 8  |
| Torbjörn Blomdahl | 1  | 50   | 31   | 1,612 | 10 |
| Frédéric Caudron  | 1  | 50   | 31   | 1,612 | 7  |
| Ludo Dielis       | 2  | 50   | 31   | 1,612 | 9  |
| Raymond Ceulemans | 0  | 33   | 31   | 1,064 | 4  |

| Name              | PP | Pkte | Aufn | GD    | HS |
| ----------------- | -- | ---- | ---- | ----- | -- |
| Frans van Kuijk   | 2  | 50   | 24   | 2,083 | 15 |
| Ludo Dielis       | 0  | 28   | 24   | 1,166 | 7  |
| Frédéric Caudron  | 2  | 50   | 25   | 2,000 | 10 |
| Marco Zanetti     | 0  | 33   | 25   | 1,320 | 10 |
| Dick Jaspers      | 2  | 50   | 27   | 1,851 | 8  |
| Raymond Ceulemans | 0  | 32   | 27   | 1,185 | 9  |
| Torbjörn Blomdahl | 2  | 50   | 23   | 2,173 | 8  |
| Semih Saygıner    | 0  | 33   | 23   | 1,434 | 11 |

| Name              | PP | Pkte | Aufn | GD    | HS |
| ----------------- | -- | ---- | ---- | ----- | -- |
| Marco Zanetti     | 2  | 50   | 37   | 1,351 | 7  |
| Ludo Dielis       | 0  | 47   | 37   | 1,270 | 7  |
| Frans van Kuijk   | 1  | 50   | 28   | 1,785 | 10 |
| Frédéric Caudron  | 1  | 50   | 28   | 1,785 | 9  |
| Raymond Ceulemans | 2  | 50   | 13   | 3,846 | 9  |
| Torbjörn Blomdahl | 0  | 39   | 13   | 3,000 | 8  |
| Dick Jaspers      | 2  | 50   | 16   | 3,125 | 10 |
| Semih Saygıner    | 0  | 44   | 16   | 2,750 | 14 |

| Name              | PP | Pkte | Aufn | GD    | HS |
| ----------------- | -- | ---- | ---- | ----- | -- |
| Marco Zanetti     | 0  | 35   | 29   | 1,206 | 12 |
| Frans van Kuijk   | 0  | 50   | 29   | 1,724 | 8  |
| Frédéric Caudron  | 2  | 50   | 22   | 2,727 | 8  |
| Ludo Dielis       | 0  | 18   | 22   | 0,818 | 5  |
| Torbjörn Blomdahl | 0  | 34   | 18   | 1,888 | 8  |
| Dick Jaspers      | 2  | 50   | 18   | 2,777 | 9  |
| Raymond Ceulemans | 0  | 41   | 31   | 1,322 | 11 |
| Semih Saygıner    | 2  | 50   | 31   | 1,612 | 7  |

## Abschlusstabelle
| Platz                      | Name              | MP | Pkte. | Aufn. | GD    | BED   | HS |
| -------------------------- | ----------------- | -- | ----- | ----- | ----- | ----- | -- |
| 1                          | Dick Jaspers      | 12 | 348   | 171   | 2,035 | 3,125 | 12 |
| 2                          | Torbjörn Blomdahl | 8  | 325   | 173   | 1,875 | 2,173 | 10 |
| 3                          | Frédéric Caudron  | 8  | 323   | 176   | 1,736 | 2,272 | 10 |
| 4                          | Semih Saygıner    | 8  | 325   | 195   | 1,666 | 1,785 | 14 |
| 5                          | Raymond Ceulemans | 6  | 291   | 177   | 1,644 | 3,846 | 11 |
| 6                          | Marco Zanetti     | 5  | 303   | 198   | 1,530 | 2,380 | 12 |
| 7                          | Frans van Kuijk   | 5  | 280   | 195   | 1,435 | 2,083 | 15 |
| 8                          | Ludo Dielis       | 4  | 278   | 211   | 1,317 | 1,612 | 9  |
| Turnierdurchschnitt: 1,642 |                   |    |       |       |       |       |    |